# Superliga de Eslovaquia 2009-10
La Superliga de Eslovaquia 2009-10 fue la 17.ª edición de la Superliga eslovaca de fútbol. Participaron 12 equipos, y el MSK Žilina ganó su quinto campeonato. El goleador fue Róbert Rák, del FC Nitra.

## Ascensos y descensos
El FC ViOn Zlaté Moravce descendió después de terminar la temporada 2008-09 en el 12º y último lugar. Fue reemplazado por el campeón de la I Liga, el Inter Bratislava.
El equipo ascendido se fusionó con un equipo de la cuarta división, FK Senica. Un cambio de nombre previsto para la temporada 2009-10 fue presentado demasiado tarde para ser aceptado, por lo que el equipo pasará a llamarse de distinta manera a principios de la temporada siguiente.
En otro cambio de nombre, el FC Artmedia Petržalka fue renombrado MFK Petržalka a partir del 1 de julio de 2009.

## Estadios y localización
| Equipo         | Ciudad                | Estadio                               | Capacidad |
| -------------- | --------------------- | ------------------------------------- | --------- |
| DAC 1904       | Dunajská Streda       | Mestský štadión - DAC Dunajská Streda | 16.410    |
| MFK Dubnica    | Dubnica               | Štadión Zimný                         | 5.450     |
| Dukla          | Banská Bystrica       | Štadión SNP                           | 10.000    |
| FK Senica      | Senica                | Štadión FK Senica                     | 4.600     |
| MFK Košice     | Košice                | Štadión Lokomotívy v Čermeli          | 9.600     |
| FC Nitra       | Nitra                 | Štadión pod Zoborom                   | 11.384    |
| MFK Petržalka  | Petržalka, Bratislava | Štadión Petržalka                     | 9.500     |
| MFK Ružomberok | Ružomberok            | Štadión MFK Ružomberok                | 4.817     |
| Slovan         | Bratislava            | Tehelné pole                          | 30.085    |
| Spartak        | Trnava                | Štadión Antona Malatinského           | 18.448    |
| Tatran         | Prešov                | Tatran Štadión                        | 14.000    |
| MŠK Žilina     | Žilina                | Štadión pod Dubňom                    | 13.000    |

## Tabla de posiciones
Actualizado el 15 de mayo de 2010
|  |     | Clasificación final 2009-10 | Pts | PJ | PG | PE | PP | GF | GC | DG  |
|  | --- | --------------------------- | --- | -- | -- | -- | -- | -- | -- | --- |
|  | 1.  | MSK Žilina                  | 73  | 33 | 23 | 4  | 6  | 59 | 17 | +42 |
|  | 2.  | Slovan Bratislava           | 70  | 33 | 21 | 7  | 5  | 54 | 24 | +30 |
|  | 3.  | Dukla Banska Bystrica       | 56  | 33 | 16 | 10 | 7  | 45 | 30 | +15 |
|  | 4.  | Nitra                       | 48  | 33 | 14 | 6  | 12 | 42 | 40 | +2  |
|  | 5.  | Ruzomberok                  | 47  | 33 | 13 | 8  | 12 | 33 | 35 | -2  |
|  | 6.  | Senica                      | 43  | 33 | 12 | 7  | 14 | 34 | 44 | -10 |
|  | 7.  | Spartak Trnava              | 41  | 33 | 12 | 5  | 16 | 52 | 46 | +6  |
|  | 8.  | Tatran Presov               | 38  | 33 | 11 | 5  | 17 | 32 | 38 | -6  |
|  | 9.  | Dubnica                     | 36  | 33 | 8  | 12 | 13 | 27 | 42 | -15 |
|  | 10. | DAC Dunajská Streda         | 33  | 33 | 7  | 12 | 14 | 28 | 47 | -19 |
|  | 11. | Košice                      | 33  | 33 | 8  | 9  | 16 | 32 | 57 | -25 |
|  | 12. | Petržalka                   | 29  | 33 | 7  | 8  | 18 | 33 | 51 | -18 |

Pts = Puntos; PJ = Partidos jugados; PG = Partidos ganados; PE = Partidos empatados; PP = Partidos perdidos; GF = Goles a favor; GC = Goles en contra; DG = Diferencia de gol
|  | Clasificado a la segunda fase previa de la Liga de Campeones de la UEFA 2010-11     |
|  | Clasificado a la tercera fase de previa de la Liga Europea de la UEFA 2010-11       |
|  | Clasificado a la segunda fase de previa de la de la Liga Europea de la UEFA 2010-11 |
|  | Clasificado a la primera fase de previa de la de la Liga Europea de la UEFA 2010-11 |
|  | Descendido a la Primera Liga de Eslovaquia                                          |

## Goleadores
| Pos. | Nac.                  | Jugador           | Equipo               | Goles |
| ---- | --------------------- | ----------------- | -------------------- | ----- |
| 1°   | Bandera de Eslovaquia | Róbert Rák        | FC Nitra             | 18    |
| 2°   | Bandera de Eslovaquia | Ivan Lietava      | MŠK Žilina           | 13    |
| 3°   | Bandera de Eslovaquia | Ján Novák         | MFK Košice           | 12    |
| 4°   | Bandera de Eslovaquia | Juraj Halenár     | ŠK Slovan Bratislava | 11    |
|      | Bandera de Ucrania    | Oleksandr Pischur | MFK Ružomberok       | 11    |
|      | Bandera de Eslovaquia | Tomáš Oravec      | MŠK Žilina           | 11    |